# Ruch Za!
Ruch Za! (łot.  Kustība Par!) – łotewska centrowa partia polityczna o profilu socjalliberalnym założona latem 2017. W latach 2018–2022 reprezentowana w Sejmie XIII kadencji.

## Historia
Partia powstała w sierpniu 2017 w wyniku rozłamu w konserwatywno-liberalnej partii Jedność. Partia opowiedziała się za takimi wartościami jak wolność, zintegrowane społeczeństwo, państwo prawa i jedność Europy. W skład ugrupowania weszło pięciu posłów Jedności: Ilze Viņķele, Lolita Čigāne, Andrejs Judins, Aleksejs Loskutovs oraz Ints Dālderis. Na przewodniczącego partii wybrano byłego ministra gospodarki w rządzie Valdisa Dombrovskisa Danielsa Pavļutsa. Zapowiedział on, że nowa partia będzie miała charakter centrowy.
W styczniu Ruch Za! wystąpił z inicjatywą konsolidacji łotewskiej sceny politycznej, zapraszając do współpracy lewicowych „Postępowych”, Dla Rozwoju Łotwy, Jedność, Nową Partię Konserwatywną i ugrupowanie „Izaugsme”. Ostatecznie zawiązano koalicję jedynie z „Izaugsme” i Dla Rozwoju Łotwy. W kwietniu 2018 z partii wystąpiło czterech posłów, którzy zdecydowali się pozostać we frakcji Jedności.
W maju 2018 na koalicję Ruchu Za! i Dla Rozwoju Łotwy chciało głosować 3,0% wyborców, co oznacza, że obie partie miały wówczas szansę wejść do Sejmu XIII kadencji. W czerwcu liberalny sojusz wsparł swoim autorytetem dotychczasowy europoseł Jedności Artis Pabriks. Ostatecznie w wyborach z jesieni 2018 roku na liberalną koalicję zagłosowało 12,04% wyborców, co dało trzynaście mandatów w Sejmie. Obie partie stały się częścią rządu Krišjānisa Kariņša. Latem 2020 roku liberalny sojusz, w koalicji z lewicową partią Postępowi, wygrał wybory samorządowe w Rydze. Nowym merem miasta został polityk Ruchu Za! Mārtiņš Staķis.
Liberalna koalicja AP! wzięła również udział w wyborach jesienią 2022 roku, uzyskując w nich 4,97% głosów. W związku z tym nie wprowadziła do Sejmu swoich posłów. Po wyborach całe kierownictwo partii podało się do dymisji.
Obecnie na czele partii stoi Linda Curika.